# Paradagmarita
Paradagmarita es un género de foraminífero bentónico de la Subfamilia Dagmaritinae, de la Familia Biseriamminidae, de la Superfamilia Palaeotextularioidea, del Suborden Fusulinina y del Orden Fusulinida. Su especie tipo es Paradagmarita monodi. Su rango cronoestratigráfico abarca desde el Wuchiapingiense superior hasta el Changhsingiense (Pérmico superior).

## Discusión
Clasificaciones más recientes incluyen Paradagmarita en la Familia Globivalvulinidae, de la Superfamilia Globivalvulinoidea, del Suborden Endothyrina, del Orden Endothyrida, de la Subclase Fusulinana y de la Clase Fusulinata.

## Clasificación
Paradagmarita incluye a las siguientes especies:
- Paradagmarita flabelliformis †, también considerado como Paradagmaritella flabelliformis †
- Paradagmarita monodi †
- Paradagmarita planispiralis †
- Paradagmarita simplex †
- Paradagmarita zaninettiae †